# Вилденфелс
Вилденфелс (њем. Wildenfels) град је у њемачкој савезној држави Саксонија. Једно је од 33 општинска средишта округа Цвикау. Према процјени из 2010. у граду је живјело 3.926 становника. Посједује регионалну шифру (AGS) 14524310.

## Географски и демографски подаци
Вилденфелс се налази у савезној држави Саксонија у округу Цвикау. Град се налази на надморској висини од 353 метра. Површина општине износи 20,7 km². У самом граду је, према процјени из 2010. године, живјело 3.926 становника. Просјечна густина становништва износи 190 становника/km².